# Église Saint-André-des-Arts
Pour les articles homonymes, voir Saint-André-des-Arts.
L’église Saint-André-des-Arts dite dans les premiers temps Saint-André-de-Laas, puis Saint-André-des-Arcs, est une ancienne église, détruite au début XIXe siècle, située sur la place du même nom dans le 6e arrondissement de Paris.

## Historique
La première église est bâtie de 1210 à 1212 à la suite d'un accord arbitral de janvier 1211 amputant la paroisse Saint-Sulpice de l'abbaye Saint-Germain-des-Prés de la partie de son territoire à l'intérieur de l'enceinte de Philippe-Auguste. Le territoire de la paroisse Saint-André-des-Arts constituée à cette date est compris entre la Seine et les futures rue Mazarine, rue de l'Ancienne-Comédie, rue Danton et place Saint-Michel, s'étendant sur une partie du clos de Laas, originellement planté en vignes, et loti à partir de 1179 par l'abbaye de Saint-Germain-des-Prés, propriétaire du fief. Sa population est évaluée à 2 060 habitants vers 1300. La voie principale de la paroisse est alors l'ancien chemin de Laas (future rue Saint-André-des-Arts) reliant le Petit-Pont à l'abbaye à travers le vignoble.
L'église est sous le patronage de l'abbaye de Saint-Germain-des-Prés jusqu'en 1345, date à laquelle les religieux la rétrocèdent à l'Université.

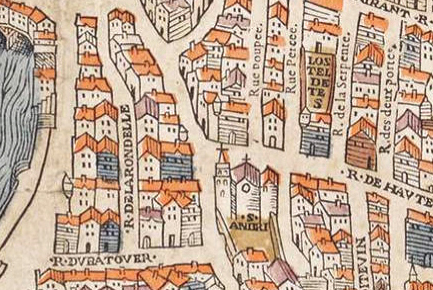
Église Saint-André-des-arts sur le plan de Truschet et Hoyau (1550).

Établie lors de sa fondation, en 1401, en l'église Saint-André, la confrérie des libraires, dite confrérie Saint-Jean-l’Évangéliste, expose en 1467 sa détresse au roi Louis XI, qui par une ordonnance du 14 juin 1467, donne satisfaction « aux libraires, hystoriens, parcheminiers et autres confrères en leur permettant de prendre oultre et par-dessus les 12 deniers précédemment perçus ».
En mai 1580 a lieu le baptême d'Augustin Dupuy, dont le parrain est Augustin de Thou, advocat du roi et prévôt des marchands de Paris.
Le 10 janvier 1608, il fait si froid que le vin de messe gèle dans le calice de l'église Saint-André-des-Arts, nous dit Pierre de l'Estoile, qui précise qu'il « fallut aller chercher un réchaud pour le fondre ».
L'église est entièrement reconstruite et agrandie en 1660.
En 1736, le corps de la princesse de Conti, morte en couches à 20 ans, y est inhumé.
En 1790, elle est l'une des 51 paroisses urbaines du diocèse de Paris. Très délabrée, elle sert néanmoins de temple de la Raison et de club révolutionnaire.
Vendue le 4 fructidor an V (21 août 1797), elle est démolie progressivement entre 1800 et 1807. Le terrain est vendu en 1809 à la Ville, qui en fait une place, appelée place Saint-André-des-Arts.

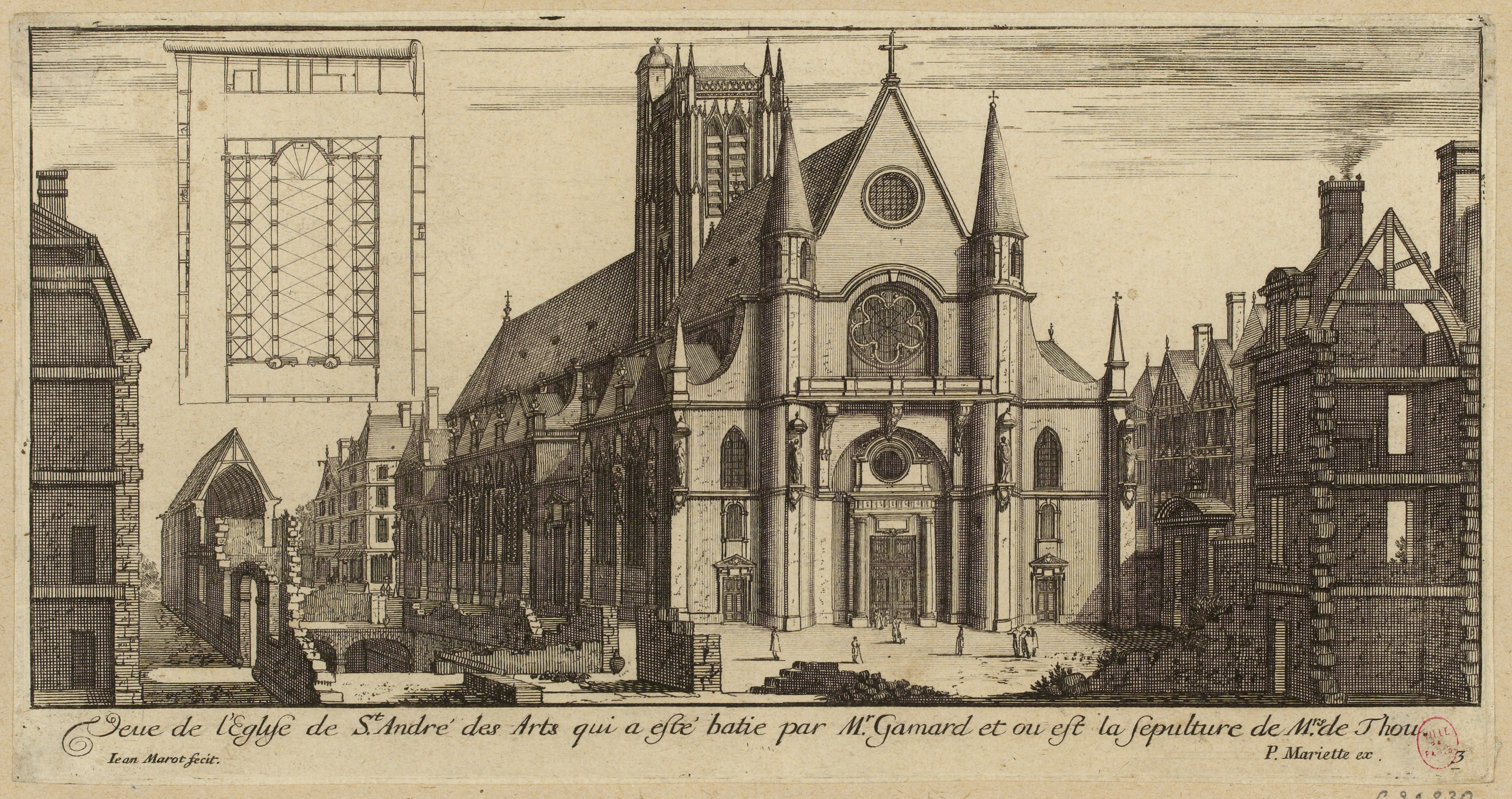
L'église Saint-André-des-Arts, eau-forte de Jean Marot (XVIIe siècle), musée Carnavalet.

## Architecture

### Extérieurs
Cellules des Recluses
L'abbé de Saint-Germain-des-Prés, autorisait à une recluse des Filles de Dieu de Paris de se bâtir une demeure attenant et touchant les piliers de l'église Saint-André-des-Arts, sur la terre et juridiction temporelle de l'Abbaye. Ce texte concernait une logette pour abriter Gilome la Galerence, qui est démolie au décès de celle-ci.

### Nef
Dans la nef, devant l'entrée du chœur tombe en pierre d'Isabeau Caille, femme de Jean Viole, seigneur d'Andrésay d'Agremont, Poissy et Maisons conseiller du roi en la cour de parlement et ès requêtes du palais, avocat du roi en la justice des Aides, neveu de Jacques de Thou,.
En bas de la nef, près du clocher est inhumé le 22 décembre 1590, Ambroise Paré, premier chirurgien du roi.

### Chœur
C'est à l'entrée du chœur, sur le pilier du côté droit, au-dessous du jambage de l'arc que se situait le monument funéraire de François Louis de Bourbon-Conti, fils de Anne-Marie Martinozzi (1637)-1672), il fut élu roi de Pologne. Il représentait la déesse Pallas, caressant de la main droite la tête d'un lion, couché derrière elle, symbole de la valeur militaire et tenant dans la main gauche le portrait du défunt dans un médaillon. Le monument qui était en marbre blanc fut dessiné et sculpté par Nicolas Coustou, dit « l'Aîné ». L'épitaphe était gravée en lettre d'or sur une plaque de marbre noir formant un des panneaux du piédestal de la statue, surmontée d'angelot d'une urne et des armes de ce dernier : De France, à la bordure de gueules et au bâton de même péri en bande,. L'Oraison funèbre fut prononcé par le Père Jean-Baptiste Massillon, prêtre de la Congrégation de l'Oratoire.
Au pilier de l'entrée du chœur, du côté droit était gravée sur une lame de marbre noir l'épitaphe de Claude Maulnorry.
De l'autre côté, au pilier de gauche, se trouvait le monument que ce prince avait fait élever à la mémoire de sa mère Anne-Marie Martinozzi, princesse de Conti, nièce du cardinal Jules Mazarin. Ce monument du même genre que le précédent était composé d'une statue en marbre blanc, en bas-relief, avec les attributs de la Foi, l'Espérance, et la Charité, encadrée d'ornements en marbre, surmontée d'une urne en bronze. Cette œuvre est de Girardon, l'épitaphe de cette princesse était gravé au-dessous, en lettres noires sur une plaque de marbre blanc. Elle avait été inhumée dans un caveau faisant face à ce mausolée, près du maître-autel, du côté de l'épître, son fils aîné Louis Armand Ier de Bourbon-Conti ira la rejoindre, pour partie ainsi que son frère François Louis de Bourbon, prince de Conti.
Au pilier de l'entrée du chœur, du côté droit était fixé l'épitaphe gravée sur une lame de marbre noir de Claude Maulnorry et la pierre tombale était à droite de l'autel avec une inscription : « HIC JACET CLAUDIUS MALNORRY LIBELLORUM SUPPLICUM IN REGIA MAGISTER ABBAS GALLIACENSIS ET PRIOR SANCTI-STEPHANI NIVERNENSIS OBIIT XXX APRILIS M VI° LXX ÆTATIS LXVI. » Il portait : « D'argent à trois têtes de loup arrachées de sable, lampassées de gueules ».
Près du lutrin, la tombe de Pierre Botin 1636 : « Cy gist vénérable et discrette personne maistre Pierre Botin, prestre du Diocèse de Coustances au pays de Normandie, vicaire en l'église de ceans par l'espace de XXXII ans et demy, lequel trepassa le XIVe jour de febvrier l'an M DC XXXVI priez Dieu pour son âme-Requiescat in pace. Amen »
Attachée à la clôture du chœur, du côté gauche, près du maître autel, une plaque de marbre avec l'épitaphe (1588) de Jacqueline de Tuleu, veuve de Christophe de Thou :

« Mane nobiscum Domine- Au nom de Dieu, Dame Jacqueline Tuleu, veufve de feu messire Christophle de Thou, premier président en la cour de Parlement, a fondé en l'église de ceans une haulte messe pour y estre celébrée au grand autel, a l'issüe des matines, chascun jour ; item cinq obiits, le premier pour ledict feu seigneur président son mary qui sera célébré la vigile de Toussainct; le deuxième pour icelle fondatrice qui sera célébré tant qu'elle vivra le XXVI de juing, qui est le jour de sa nativité, et après son trespas le jour qu'elle decedera; le troisième pour feu noble homme Jehan Tuleu, seigneur de Celles, pere de ladicte dame, le 1er jour de septembre; le quatriesme pour feue dame Jeanne Chevallier, mere aussy d'elle, le Xe jour de janvier et le cinquiesme pour feu messire Jehan de Thou, seigneur de Bonneuil, conseiller du Roi et maistre des requestre de son hostel, son fils aisné, le VI aoust. A ordonné aussy estre chanté aux advens de Noël . O Emmanuel. Faict le X de mars M D LXXXIV. »

Du même côté, épitaphes gravées sur dalles de pierre de : Claude Le Maistre épouse de Claude Berziau et une autre de Robert Berziau, décédé le 1er mars 1544 dont les armes sont : « D'azur à trois trèfles d'or ». Derrière l'autel du côté droit, près de l'oratoire de Saint-Mathias, l'épitaphe de Martin Couvay, gravée sur une grande tombe de pierre, secrétaire du roi et des finances décédé le 9 juillet 1598 dont les armes sont : « D'azur au monogramme du Christ d'or ; alias D'azur à la croix de Lorraine d'or ». D'autres épitaphes de ce personnage et de son fils Augustin étaient fixées à la muraille du chœur. Tout près était la tombe de Claude d'Aubray, avec une épitaphe gravée sur marbre noir. Il était seigneur et baron de Bruyères-le-Châtel, de Saint-Sulpice, Mauchamps, Saint-Chéron, La Repose, Le Coudreau et dont les armes étaient : « D'argent à trois trèfles de sable, accompagnés d'un croissant de gueules en abîme ».
Derrière l'autel, du côté gauche, contre la chapelle du Saint-Sacrement était l'épitaphe de marbre de Charles Loppe, prêtre, docteur en théologie, conseiller, professeur du roi, Grand Maître du Collège de Navarre, curé de l'église pendant 28 ans, décédé le jour de Noël 1633.

### Chapelles

#### Chapelle de Saint-Nicolas et de Saint-Claude
Elle fut fondée le 10 juin 1491, par Jacques Coitier (ou Coyctier), médecin de Louis XI qui y fut inhumé. Il signa l'acte de fondation par devant Dreux et Nicolas Comtesses, notaires au Châtelet. Décédé sans postérité, la chapelle échoit à la famille de sa femme ; Marguerite Le Clerc, dont le neveu, Jacques Le Clerc, avait été désigné par Coitier comme son héritier, à la condition de joindre à son nom le patronyme de Coyctier. Au XVIIIe siècle, elle appartient à la famille de M. de Gourgues, dernier représentant de cette famille qui la cède le 17 juillet 1773, contre la Chapelle Saint-Jean-Baptiste. La Chapelle Saint-Nicolas et Saint-Claude servira à l'agrandissement de la sacristie. Elle était appelée ainsi simultanément des deux saints ou séparément, dite aussi Chapelles des huit heures pour la raison que c'était l'heure à laquelle la messe y était célébrée chaque jour, ou encore Chapelle des Le Clerc. L'épitaphe suivant était posé sur le mur en face l'autel au-dessus de la boiserie : « Cy gist noble homme et sage monsieur maistre Jehan Le Clerc, en son vivant conseiller du Roy, nostre sire, et chanoine beneficier de l'eglise de Nostre-Dame d'Amiens, qui a ordonné par cascun vendredi de l'année une messe de la croix avecque la passion Sainct-Jehan estre dicte et célébrée; et si ledict jour il y avoit feste de Nostre-Dame ou d'apostres, qu'elle soit dicte du jour, ensemble la passion Sainct-Jehan et les sept pseaulmes et De Profundis pour le salut de son âme et de ses amis et de tous passez de ceste vie et pour ce enjoint a ses héritiers estre baillé par chascune messe trois sols parisis. Lequel décéda le XXVIIIe jour de septembre, l'an de grâce M D XXII Requiescat in pace. Amen. »
Les armes de la Maison Le Clerc sont : « D'argent au chevron d'azur, accompagné des trois roses de gueules ».

#### Chapelle Saint-Laurent
Chapelle Saint-Laurent dite « chapelle Cantet » (1538), puis à partir de 1560, chapelle Saint-Laurent ou des Ysambert. En 1576, Jean de la Guesle, président à mortier avait obtenu la concession de cette chapelle, moyennant 52 livres de rente sur le clergé de France, mais il ne put en prendre possession par suite de l'opposition de la famille Ysambert. Son fils Jacques de La Guesle, procureur général, intentera un procès à la fabrique et obtient une sentence des requêtes du Palais le 25 juin 1605, qui ordonnait aux marguilliers de régler l'affaire ou de rendre le contrat de rente et les arrérages reçus. Les droits des Ysambert ayant été définitivement reçus par une sentence de l'official, le procureur proposa une transaction et demanda la cession de la chapelle Saint-Pierre.
Yves Cantet, conseiller au Parlement, chanoine de la Sainte-Chapelle la fonde en 1538 et elle passera ensuite à la famille Ysembert. Sur le mur en face l'autel étaient posées trois épitaphes; celui d'Anne Ysambert épouse de Charles Le Clerc de Lesseville, chevalier conseiller du Roi en ses conseils, seigneur d'Incourt, Leumont et autres lieux, décédée le 8 octobre 1652, le contrat de fondation du obit passé par devant Saint-Vaast et son compagnon, notaires au Châtelet de Paris, le 19 janvier 1653
Marie Ysambert, épouse de François Amelon, seigneur de Marcé, conseiller du roi en sa cour des Aides, décède le 5 juillet 1689. Contrat de fondation enregistré par Baglan, notaires au Châtelet de Paris le 22 septembre 1690
Radegonde Ysambert, femme en premières noces de Monsieur Poussin, seigneur du Plessis et de Menainville et au jour de son décès, femme de Monsieur de Champin, seigneur de Roissy-le-Platry (hameau d'Ormoy) et président en la Cour des Monnaies, décédée le 18 janvier 1649. Ses héritiers fondèrent une messe basse dont l'acte fut enregistré par Legay et Saint-Vaast, notaires au Châtelet de Paris, le 27 février 1649. Sur le mur de l'autel était trois épitaphes, du côté de l'épître :
Anselme Ysambert et Rose des Champs, lui est avocat en Parlement, seigneur de Bois en Poitou, décédé le 3 mars 1587 et elle le 23 mai 1556.
Guillemette Jolain, ayeulle maternelle de maistre Nicole Dauthuile, prêtre qui fait cette fondation. Elle y est enterrée. C'est feu Yves Cantet, neveu de ladicte Jolain qui a fait édifier cette chapelle par lettres passées devant Dupré et d'Orléans, notaires au Châtelet de Paris le 27 janvier 1538 et du côté de l'évangile.
Marie Palerne, femme de Pierre André, avocat au Parlement et seigneur de La Garde, décédée le 6 septembre 1584.
Les Armes de Le Clerc de Lesseville : « D'azur à trois croissants d'or, accompagnés en chef d'un lambel du même ».
Les Armes d'Ysambert : « D'azur au chevron d'or, accompagné en chef d'une étoile du même à dextre, d'un croissant d'argent à senestre et en pointe d'un cœur d'or ».

#### Chapelle Saint-François
Les lieux furent concédés à François de Montholon, le 6 juillet 1619, conseiller du Roi en ses conseils d'État et privé, ancien marguillier, pour les services rendus à la paroisse. Cette chapelle se dressait à l'emplacement du vieux portail avant les travaux d'agrandissement. L'acte de cession fut passé devant les notaires Claude Dauvergne et Mathieu Bontemps. Elle tenait d'un côté à la chapelle de M. de La Guesle et de l'autre à la chapelle d'Ysambert, il y fera une cave voûtée pour servir de sépulture. Pour remercier M. de Montholon fit don à la fabrique de 1 000 £. En face de l'autel, au-dessus de la boiserie était un mausolée en pierre et marbre sur lequel reposaient les deux bustes des deux François de Montholon, père et fils, qui furent recueillis par Alexandre Lenoir et déposés au Musée des Monuments français.
François de Montholon-(v. 1480-1443) Le premier du nom, son épitaphe: « D.O.M. -Francisco Montholonæo, Franciæ procancellario, qui ducenta librarum millia Rupellanis ad struendum valatudinarium redidit, eaque a Francisco Ier rege sibi data Deo fœneravit.Obiit Villa Coste-rea M D XLII. » (1543. Son corps fut rapporté de Villers-Cotterêts, pour être inhumé en l'église.
François II de Montholon : « Francisco Montholonæo, fili Franciæ procancellario, qui e patrono ad sigillum ab Henrico IIIe vocatus, post sponte se abdicavit, omnibus honoribus major, spreta tam adipiscendorum nundinatione, quam adeptorum possessione. Obiit Turonis M D XC ». Son corps fut rapporté de Tours et inhumé en la Chapelle Notre-Dame le5 mai 1594.
Au-dessous se trouvait l'épitaphe du fondateur de la chapelle, François III de Montholon : « Montholonæo gens vetusta et nobilis, a castro in Æduis cognomine, ducentis annis illustrium capitum ferax Franciæ innotuit. Sacri sigilli custodes, senatuum præsides, rhodiæ militiæ equites, sanctioris consistorii consiliarios, regum ad exteras gentes legatos, fisci ac privatorum patronos celebres tulit. Insita omnibus severæ virtutis observentia tenacique moris antiqui et avitæ pietatis indole. Abi viator, nemo plus oculis suis debet Franciscus etiam tribus regibus a sanctioribus consiliis, patri, avo et familiæ decori hoc monumentum posuit Hic et ipse quiescit IV kalendas junii M DC XXVI ». (décédé le 29 mai 1626),.
Sur les côtés de ce mausolée se trouvaient trois épitaphes encadrées dans des bordures de marbre blanc décorées d'ornements allégoriques et d'armoiries.
Mathias Maréchal, avocat en la cour du Parlement, maître des requêtes ordinaire de Monsieur oncle du Roi, le Duc d'Orléans, décédé le 9 octobre 1645 et Mlle Marie Le Coigneux, sa femme, fille de Jacques Le Coigneux, conseiller au Parlement et de Dame Geneviève de Montholon, décédée le 25 septembre 1645. Ses armes sont : « D'or au chevron brisé de sable ».
Denis Maréchal, (1620-1668), seigneur, patron de l'église Notre-Dame de Vaugirard-les-Paris, conseiller du roi en sa cour des Aides, chef du conseil de son Altesse royale Mlle de Montpensier et garde de ses chartres et titres, décédée le 26 octobre 1668, âgé de 48 ans et 26 jours. Et son épouse : Clémence de Briçonnet qui après être demeurée veuve pendant 33 ans et avoir servi les pauvres honteux de cette paroisse pendant plus de 15 ans en qualité de trésorière, décéda en sa maison seigneuriale et patronalle de Vaugirard le 7 octobre 1701, âgée de 65 ans, 11 mois et 12 jours.
Armes des Briçonnet : « D'azur à la bande componée d'or et de gueules de cinq pièces, le premier compon de gueules chargé d'une étoile d'or ».
Nicolas Huot, écuyer, l'un des chevau-légers du Roi, décédé le 30 juillet 1668 ; Antoine René Huot, écuyer, décédé le 12 janvier 1702, âgé de 63 ans, 4 mois et 8 jours ; Charles Huot, écuyer, conseiller secrétaire du Roi, audiencier de la chancellerie, décédé le 1er novembre 1704, âgé de 61 ans, 11 mois, le seul des cinq frères à être marié ; Mathias Huot, conseiller, secrétaire du Roi, décédé le 15 mai 1706, prêtre, docteur en théologie, aumônier du Roi et Prieur de Notre-Dame de Baigneux, âgé de 79 ans 3 mois et 15 jours ; Maître Jacques Huot, conseiller, secrétaire du Roi, décédé le 10 mars 1710, âgé de 81 ans 11 mois et XVIII jours, lequel a légué 300 de rente pour la fondation d'une messe à perpétuité à prendre sur les loyers d'une maison sise rue de la Harpe, vis-à-vis la rue Serpente, suivant l'acte de fondation passé devant Maîtres Simon François Gallois et son confrère, notaires au Châtelet de Paris le 17 août 1715.

#### Chapelle de Saint-Pierre
Il semble qu'elle fut à l'origine la propriété de la famille Le Court et fut concédée le 20 novembre 1605 à Jacques de La Guesle, procureur général au Parlement de Paris, après un procès pour l'attribution de la Chapelle Saint-Laurent. Il prétendit que les droits lui avaient été abandonnés par la famille Le Court. Les marguilliers consentirent mais refusèrent de reconnaître la validité du contrat de cession entre les Le Court et sa famille. La possession des Le Court n'était en rien justifiée et ils étaient là de façon ancienne parce qu'un François Le Court, curé de la paroisse y fut inhumé. Elle était appelée Chapelle des Le Court et puis plus tard sous le nom de Chapelle des de La Guesle ou de Monsieur le Procureur général. Après avoir été la possession de MM. de Châteauvieux et Sorel, elle fit retour à la fabrique.
À la fin du XVIIe siècle elle était nommée Chapelle de M. le Curé, en souvenir de Claude Léger, qui y fut inhumé et dont Thiéry nous a donné la description :

« On y voit, dit-il ce vénérable pasteur; recommandable par son zéle et sa charité, revêtu d'une aube et d'une étole, descendant au tombeau avec résignation et la juste confiance de la résurrection future, s'appuyant sur les bras de la Religion, derrière laquelle, derrière laquelle s'élève une pyramide, symbole de l'immortalité, où ses éminents vertus doivent le conduire. Derrière la grotte qui renferme le sarcophage, on aperçoit les paroissiens témoignaient leurs regrets sur la mort de ce digne pasteur; sur le socle, servant de base à tout ce groupe est assise la Charité, appuyée sur le sarcophage dans l'attitude de la plus grande désolation causée par la perte d'un de ses plus fermes soutiens; deux enfants auprès d'elle cherchent à la consoler par leurs innocentes caresses. Tout cet ingénieux morceau, dont les figures sont en stuc, a été composé et exécuté par M. de Laitre, jeune sculpteur arrivé de Rome depuis quelques années. »

À l'entrée, en face l'autel était accrochée au mur une longue plaque de marbre noir sur laquelle étaient inscrits les divers membres de la famille des Le Court inhumés en ces lieux. Elle était surmontée d'un aigle bicéphale de grande taille, aux ailes déployées :
Jehan Le Court, conseiller du Roi au Châtelet de Paris, décédé le … et Mlle Marye Quetier décédée le 3 août 1565 ; Maître Arnoult Le Court, seigneur de Chesnay, de Beaurepaire, leur fils, décédé le 21 novembre 1566 et demoiselle Geneviève Courtin, son épouse, décédée le 3 novembre 1563 ; Damoiselle Françoise Le Court, leur fille, femme de messire Hubert Le Febvre, conseiller du roi et contrôleur général des rentes de cette ville décédée le 8 janvier 1585 ; André Le Court, écuyer, seigneur de Seijette, fils puîné d'Arnoult et de Anne de Hacqueville, sa seconde femme, décédé le 6 mars 1590 ; Louis Le Court, frère puîné du dit Arnoult, conseiller du Roi secrétaire des finances et des commandements de la Reine Marguerite, décédé le 6 novembre 1612 ; Damoiselle Anne Le Court, fille aînée dudict Louis et femme de Messire Estienne de La Fons, conseiller du Roi et auditeur des comptes à Rouen et Intendant des Meubles de la Couronne de France, décédée le et inhumée le 4 juillet 1611 ; Mademoiselle, Marguerite Le Court, aussi fille de Louis et femme de Maître François Le Court, avocat en Parlement et au conseil privé, décédée le 5 octobre 1622 et ledit François, décédé le….
Armoiries :
- des Le Court : « D'azur à l'aigle éployé d'or à deux têtes »
- des Quetier : « D'argent au croissant de gueules, accompagné de trois trèfles de sinople »
- des Le Fèvre : « D'azur à trois croissants d'or »
- des Hacqueville : « D'argent au chevron de sable, chargé de cinq aigles d'or et accompagné de trois têtes de paon d'azur"
- des La Fons : « D'azur à l'écusson d'argent »

#### Chapelle du Saint-Sacrement
Sur le mur du petit oratoire voisin de cette chapelle était fixée une grande épitaphe en pierre et marbre de Michel de Lauzon, Elisabeth Damours et Anne de Lauzon, leur fille épouse de André Potier. Datée du 17 décembre 1615 dont les armes de cette Maison de Lauzon étaient : « D'azur à trois serpents arrondis d'argent se mordant la queue, 2 et 1; alias:D'azur au caducée d'or, ailé d'argent et accompagné de deux croissants du même ». Celes des Damours : « D'argent à trois clous de Passion de sable rangés en fasce et surmontés d'un sanglier du même ». Les armes des Potier seigneur de Novion : « D'azur à trois mains dextres d'or, au franc-quartier échiqueté d'argent et d'azur, alias, d'or et d'azur ».
Entre les deux oratoires étaient une tombe, pierre plate portant l'épitaphe de Dame Renée de Charnières, épouse de Monsieur Bitault seigneur de Chizé, conseiller du roi en ses conseils d'État et privé, maître des requêtes de son hôtel et Intendant de la justice en Bas-Languedoc, 3 avril 1622. Les armes de la Maison Bitault : « d'Argent au chevron de sable, chargé d'un croissant d'argent et accompagné de trois têtes de corbeau arrachées de sable ». Celles de Charnières : « D'argent à trois merlettes de sable ».

## Tableaux
- Les Monuments de la Monarchie Française, par le père Montfaucon (Paris 1729), reproduisent en gravure une miniature du manuscrit Valton (Manuscrit Valton, Bibl. Nat. FF 5029), d'après dit-on, une ancienne peinture sur bois qui existait autrefois dans l'église St André des Arts. Le dessin représente Châlo St Mard recevant du roi, la Charte de franchise.

## Curés, prêtres connus, musiciens
(liste non exhaustive)
- 1576-1583 : François de Dammartin, docteur en la faculté de théologie, prends possession de la cure le 21 juin[21]. Décédé le 13 mai 1583, et inhumé le 14 dans sa paroisse[22].
- 1583 : Christophe Aubry, docteur en la faculté de théologie de Paris, élu par la faculté, prends possession de la cure le 21 mai[22].
- 1604-1633 : Charles Loppé, docteur en théologie et grand maître de Navarre, prends possession de la cure le 14 août[23], inhumé dans le chœur et avec lui, de 1606 à 1636, Pierre Botin, prêtre, vicaire de la paroisse.
- 1643 : Jean Barbou, prêtre, vicaire de la vicairie de Sainte-Marthe fondée en l'église Saint-André-des-Arts[24]. En 1645, il donne à bail à Jean Berger, maître maréchal à Paris de lieux dépendant de la maison du Cheval Blanc, rue Saint-André-des-Arts lui appartenant à cause de sa vicairie, et donnant sur la rue de l'Hirondelle.
- 1645 : Georges de Bréard, un des 6 chapelains et prêtre de l'église, dépose un testament à l'étude de maître Charles François de Saint-Vaast notaire de (1637-1646), étude LXXIII, Paris
- fin XVIIe siècle : Claude Léger, curé, inhumé en la chapelle Saint-Pierre.
- ?-1678 : Antoine de Breda, curé.
- 1678 (1681)[25] - 1706 : Nicolas Mathieu, curé. Il fut un des premiers à faire venir d'Italie de la musique religieuse pour une ou deux voix et quelques instruments, telle qu'elle se concevait à la fin du XVIIe siècle. Il organisa des concerts chez lui toutes les semaines. Ils eurent une grande influence, en particulier sur la jeune génération des musiciens parisiens. On y entendait des petits motets, d'origine italienne ou française. Un des participants à ces concerts privés était le compositeur Marc-Antoine Charpentier, frère de Mme Jean Édouard, paroissienne du curé Mathieu. Elle demeurait rue Saint-André-des-Arts[26].
- 1684 : Joseph Lambert, prêtre et prédicateur à Saint-André.
- 1694 : Bouché, prêtre, vicaire qui a baptisé Voltaire.
- 1695 (date incertaine) : Jean-Baptiste Morin fait entendre ses premiers motets
- 1706 : Jacques Labbé, curé à partir de cette date est un grand janséniste, ainsi que les prêtres de cette paroisse[27].
- 1738 : Claude Léger[28].
- 1782 : ou 1784 année de décès du Père Thierry, de la Sorbonne, chancelier de l'Université.
- 1789 : Éléonore-Marie Desbois de Rochefort, (1749-1809), curé, député à l'Assemblée législative de 1791, vicaire général de l'évêque de La Rochelle, évêque constitutionnel d'Amiens, fondateur d'un hospice pour 8 malades, rue des Poitevins, desservi par quatre religieuses, avec une salle d'asile pour les petites filles qu'on y nourrissait et à qui l'on apprenait à filer.

## Baptêmes
(liste non exhaustive par ordre alphabétique)
- François-Marie Arouet, dit Voltaire, baptisé par le père Bouché le 22 novembre 1694.
- Augustin Dupuy, second fils de Claude Dupuy et Claude Sanguin, parrains Augustin de Thou, avocat du roi, prévôt des marchands de Paris et Pierre Dupuy, avocat, marraine, Mlle du Fresnoi Flament, le 28 mai 1580.
- Éliphas Lévi Zahed, né Alphonse-Louis Constant, en 1810, prêtre et mage, père de l'occultisme.
- François Paré, fils d'Ambroise Paré, et Jeanne Maselin, le 4 juillet 1545, parrain: François de Villeneuve, médecin et Loys Douet, barbier, la marraine Jehanne de Pryme.
- Jacques-Auguste de Thou, fils de Christophe de Thou, le 8 octobre 1553.

## Mariages
(liste non exhaustive)
- 21 décembre 1548: Jean Dorat poète humaniste de la Renaissance et Marguerite de Laval[29].
- 3 avril 1659: Charles de Batz-Castelmore d'Artagnan et Anne Charlotte de Champlecy, Dame de Sainte-Croix.
- 12 septembre 1786: Jacques Nicolas Billaud-Varenne, épouse Anne-Angélique Doye

## Sépultures

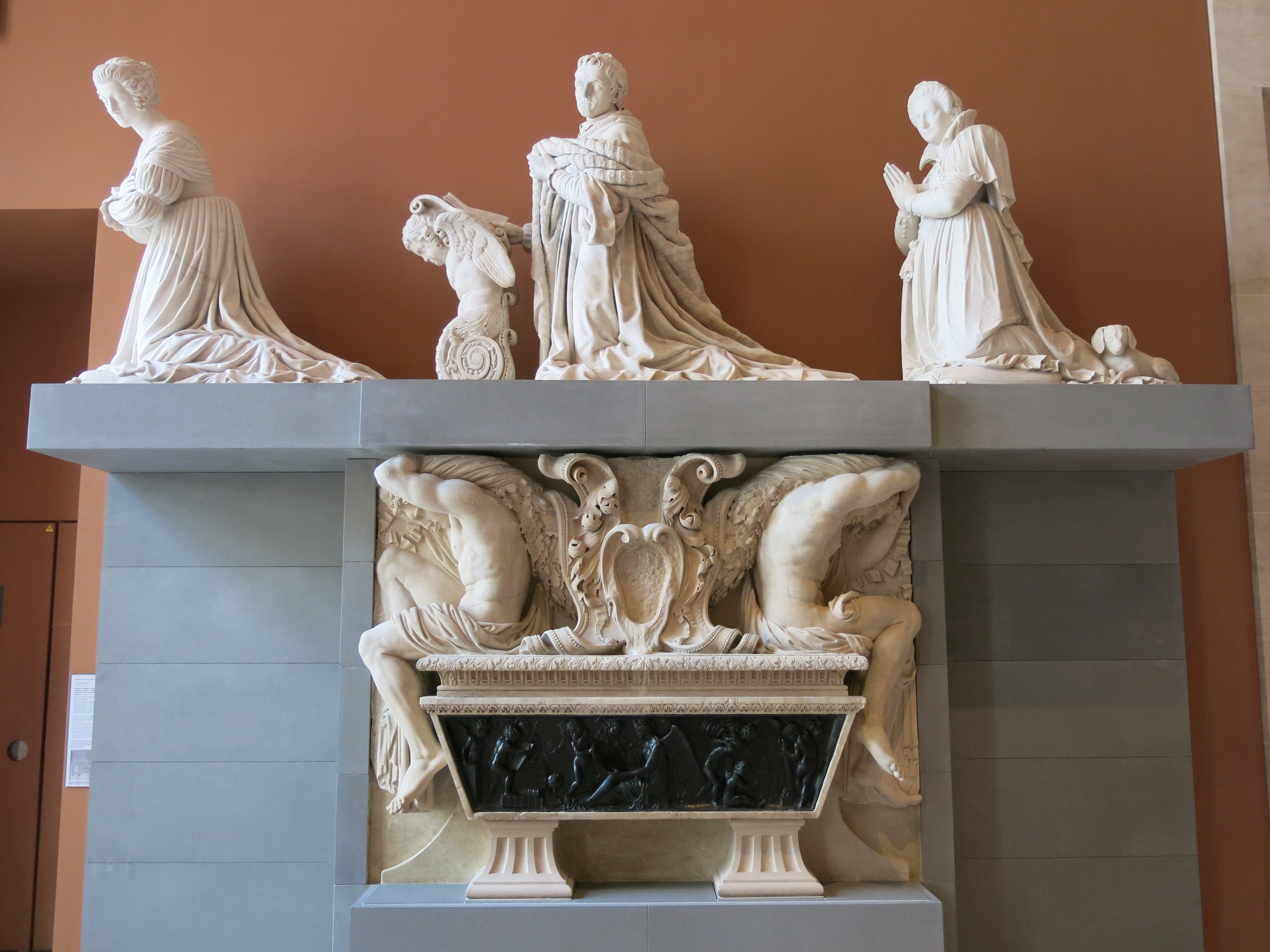
Monument funéraire de Jacques-Auguste de Thou, de la chapelle de la famille de Thou dans l'église Saint-André-des-Arts à Paris détruite en 1807, musée du Louvre.

(liste non exhaustive, par ordre alphabétique)
- Henri d'Aguesseau, et sa famille.
- Charles de Brosses
- Gardin du Boishamon, sg de la Marchée, et de Boisdulier à Chelun, contrôleur général des domaines et du bois du roi en Bretagne.
- Chartier dont les armoiries se trouvaient dans une chapelle au côté droit de la nef: "D'argent au tronc d'arbre au naturel, posé en fasce et surmonté de deux perdrix au naturel, au rameau d'olivier à trois branches, en pointe"
- Jacques Coitier
- François-Louis de Bourbon-Conti
- Louis Cousin, président en la cour des monnoies
- André Duchesne
- Charles Dumoulin, jurisconsulte
- Gilbert Mauguin, président en la cour des monnoies.
- Pierre d'Hozier, généalogiste du roi, inhumé dans sa chapelle le 30 novembre 1660, âgé de 69 ans[30].
- Antoine Houdar de La Motte, écrivain et dramaturge
- Guillaume-François Joly de Fleury
- Abbé Lebatteux, littérateur, qui habitait rue Gît-le-Cœur
- Pierre de L'Estoile
- Anne Marie Martinozzi, princesse de Conti
- François de Montholon, sa femme Marie Bourdet et son fils
- François II de Montholon
- Robert Nanteuil, graveur et pastelliste, inhumé en l'église le 9 décembre 1678
- Ambroise Paré, sa 1re femme Jeanne Mazelin, sa 2e femme Jacqueline Rousselet et son fils Ambroise.
- Jean-Baptiste Ravot d'Ombreval
- Pierre Séguier (1504-1580), son petit-fils Pierre III Séguier dans la chapelle Saint-Antoine de l'église
- Christophe de Thou
- Jacques-Auguste de Thou, sa 1re épouse Marie de Barbançon et sa 2e épouse Gasparde de La Chastre
- Louis-Sébastien Le Nain de Tillemont

Dans le cimetière situé rue de l'Éperon-rue Suger
- Henri d'Aguesseau
- Gatien de Courtilz de Sandras
- Charles Dumoulin

Les ossements du cimetière Saint-André-des-Arts furent transférés aux catacombes de Paris en 1794.